# Saison 2018 de l'équipe cycliste WB-Aqua Protect-Veranclassic
La saison 2018 de l'équipe cycliste WB-Aqua Protect-Veranclassic est la huitième de cette équipe.

## Préparation de la saison 2018

### Arrivées et départs
| Kenny Dehaes   | Wanty-Groupe Gobert      |  |  |  |
| Eliot Lietaer  | Sport Vlaanderen-Baloise |  |  |  |
| Julien Mortier | AGO-Aqua Service         |  |  |  |
| Franklin Six   | AGO-Aqua Service         |  |  |  |

| Tom Dernies     | Roubaix-Lille Métropole |  |  |  |
| Roy Jans        | Cibel-Cebon             |  |  |  |
| Lawrence Naesen | Lotto-Soudal            |  |  |  |
| Olivier Pardini | Differdange-Losch       |  |  |  |

## Coureurs et encadrement technique

### Effectif
| Cycliste           | Date de naissance | Nationalité | Équipe 2017                  |  |
| ------------------ | ----------------- | ----------- | ---------------------------- |  |
| Ludwig De Winter   | 31 décembre 1992  | Belgique    | WB-Veranclassic-Aqua Protect |  |
| Kenny Dehaes       | 10 novembre 1984  | Belgique    | Wanty-Groupe Gobert          |  |
| Sébastien Delfosse | 29 novembre 1982  | Belgique    | WB-Veranclassic-Aqua Protect |  |
| Thomas Deruette    | 6 juillet 1995    | Belgique    | WB-Veranclassic-Aqua Protect |  |
| Jimmy Duquennoy    | 9 juin 1995       | Belgique    | WB-Veranclassic-Aqua Protect |  |
| Grégory Habeaux    | 20 octobre 1982   | Belgique    | WB-Veranclassic-Aqua Protect |  |
| Kevyn Ista         | 22 novembre 1984  | Belgique    | WB-Veranclassic-Aqua Protect |  |
| Justin Jules       | 20 septembre 1986 | France      | WB-Veranclassic-Aqua Protect |  |
| Alex Kirsch        | 12 juin 1992      | Luxembourg  | WB-Veranclassic-Aqua Protect |  |
| Eliot Lietaer      | 15 août 1990      | Belgique    | Sport Vlaanderen-Baloise     |  |
| Christophe Masson  | 6 septembre 1985  | France      | WB-Veranclassic-Aqua Protect |  |
| Julien Mortier     | 20 juillet 1997   | Belgique    | AGO-Aqua Service             |  |
| Dimitri Peyskens   | 26 novembre 1991  | Belgique    | WB-Veranclassic-Aqua Protect |  |
| Ludovic Robeet     | 22 mai 1994       | Belgique    | WB-Veranclassic-Aqua Protect |  |
| Franklin Six       | 29 décembre 1996  | Belgique    | AGO-Aqua Service             |  |
| Lukas Spengler     | 16 septembre 1994 | Suisse      | WB-Veranclassic-Aqua Protect |  |
| Julien Stassen     | 20 octobre 1988   | Belgique    | WB-Veranclassic-Aqua Protect |  |
| Maxime Vantomme    | 8 mars 1986       | Belgique    | WB-Veranclassic-Aqua Protect |  |
| Antoine Warnier    | 24 juin 1993      | Belgique    | WB-Veranclassic-Aqua Protect |  |

## Bilan de la saison

### Victoires
| Date       | Course                               | Pays   | Classe | Vainqueur    |
| ---------- | ------------------------------------ | ------ | ------ | ------------ |
| 18/03/2018 | Grand Prix de Denain                 | France | 1.HC   | Kenny Dehaes |
| 03/04/2018 | 1re étape du Circuit de la Sarthe    | France | 2.1    | Justin Jules |
| 22/07/2018 | Grand Prix de la ville de Pérenchies | France | 1.2    | Kenny Dehaes |

### Résultats sur les courses majeures
Les tableaux suivants représentent les résultats de l'équipe dans les principales courses du calendrier international dans lesquelles l'équipe bénéficie d'une invitation (les cinq classiques majeures et les trois grands tours). Pour chaque épreuve est indiqué le meilleur coureur de l'équipe, son classement ainsi que les accessits glanés par WB-Aqua Protect-Veranclassic sur les courses de trois semaines.

#### Classiques
| Classique            | Milan-San Remo | Tour des Flandres | Paris-Roubaix | Liège-Bastogne-Liège | Tour de Lombardie |
| -------------------- | -------------- | ----------------- | ------------- | -------------------- | ----------------- |
| Coureur (classement) |                |                   |               |                      |                   |

#### Grands tours
| Grand tour           | Tour d'Italie | Tour de France | Tour d'Espagne |
| -------------------- | ------------- | -------------- | -------------- |
| Coureur (classement) |               |                |                |
| Accessits            | -             | -              | -              |